# Rovereto Basket 2001-2002
Questa voce raccoglie le informazioni riguardanti il Rovereto Basket nelle competizioni ufficiali della stagione 2001-2002.

## Stagione
La stagione 2001-2002 è stata la prima che il Rovereto Basket, sponsorizzato Risto 3, ha disputato in Serie A1.

## Verdetti stagionali
- Serie A1: (29 partite)

stagione regolare: 10º posto su 14 squadre (10 vinte, 16 perse);
semifinali play-out vinti contro Treviglio (2-1).
- Coppa Italia: (2 partite)

eliminata al primo turno: 2º posto nel Girone A (1 vinta, 1 persa).

## Roster
|  | Naz.                   | Ruolo | Sportivo             | Anno |  |  |       |
|  | ---------------------- | ----- | -------------------- | ---- |  |  | ----- |
|  | Stati Uniti (bandiera) | P     | Becky Hammon         | 1977 |  |  |       |
|  | Italia (bandiera)      | G     | Mara Buzzanca        | 1976 |  |  |       |
|  | Stati Uniti (bandiera) | P     | Edna Campbell        | 1968 |  |  |       |
|  | Stati Uniti (bandiera) | A     | Tina Thompson        | 1975 |  |  |       |
|  | Italia (bandiera)      | G     | Claudia Corbani      | 1978 |  |  |       |
|  | Italia (bandiera)      | G     | Alessandra Zucchelli | 1968 |  |  |       |
|  | Italia (bandiera)      |       | Marisa Comelli       | 1965 |  |  |       |
|  | Italia (bandiera)      | C     | Valentina Ciech      | 1978 |  |  |       |
|  | Bielorussia (bandiera) |       | Lilia Malaja         | 1967 |  |  | [ 3 ] |
|  | Italia (bandiera)      | AC    | Cristiana Federighi  | 1976 |  |  |       |
|  | Italia (bandiera)      | A     | Roberta Meneghel     | 1977 |  |  |       |
|  | Nigeria (bandiera)     | A     | Mactabene Amachree   | 1978 |  |  |       |
|  | Stati Uniti (bandiera) | A     | Shea Mahoney         | 1977 |  |  |       |
|  | Italia (bandiera)      | A     | Abiola Wabara        | 1981 |  |  |       |